# Classica di San Sebastián 1990
La Classica di San Sebastián 1990, decima edizione della corsa e valevole come settima prova della Coppa del mondo 1990, si svolse l'11 agosto 1990, per un percorso totale di 248 km. Fu vinta dallo spagnolo Miguel Indurain, al traguardo con il tempo di 6h19'59" alla media di 39,16 km/h.
Partenza a San Sebastián con 248 ciclisti di cui 161 portarono a termine il percorso.

## Ordine d'arrivo (Top 10)
| Pos. | Corridore             | Squadra       | Tempo    |
| ---- | --------------------- | ------------- | -------- |
| 1    | Miguel Indurain       | Banesto       | 6h19'59" |
| 2    | Laurent Jalabert      | Toshiba       | a 2'24"  |
| 3    | Sean Kelly            | PDM-Concorde  | s.t.     |
| 4    | Tony Rominger         | Chateau d'Ax  | s.t.     |
| 5    | Federico Echave       | CLAS-Cajastur | a 2'29"  |
| 6    | Steve Bauer           | 7 Eleven      | s.t.     |
| 7    | Enrique Aja           | Teka          | s.t.     |
| 8    | Jesús Rodríguez Magro | Banesto       | s.t.     |
| 9    | Pascal Richard        | Helvetia      | s.t.     |
| 10   | Marino Lejarreta      | ONCE          | s.t.     |